# Ralph Nader
Ralph Nader (Winsted, 27 febbraio 1934) è un avvocato, saggista, attivista e politico statunitense.
Temi di speciale interesse sono per Nader la tutela del consumatore, l'umanitarismo, l'ambientalismo e la democrazia.
Ha creato, presieduto e sostenuto numerose organizzazioni non profit, e durante gli anni settanta e ottanta è stato un attivista di primo piano per l'ambiente, gli animali, i diritti degli immigrati e dei nativi americani. Molto critiche sono anche le sue posizioni verso la politica estera statunitense degli ultimi decenni, in particolare quella dell'amministrazione di Bill Clinton, che lui considera fortemente asservita agli interessi delle multinazionali e del commercio globale e gravemente limitante delle possibilità che hanno i singoli governi nazionali di tutelare i valori fondamentali della democrazia e i diritti umani.
Nel 2002 fu il primo ad accorgersi di una truffa ai danni dei Sacramento Kings contro i Los Angeles Lakers nelle finali del campionato NBA Western Conference. L'arbitro Tim Donaghy confessò di l'illecito, motivato da ragioni economiche e di share commesso n favore dei Lakers, che vinsero il titolo. Dal 1996 al 2008 Nader è statintogni occasione e candidato alla presidenza degli Stati Uniti: dapprima per il Green Party e poi, dal 2004, come indipendente. Molto discusso fu il suo ruolo nelle elezioni del 2000, che videro la vittoria del repubblicano George W. Bush con uno strettissimo margine su Al Gore.

## Formazione e carriera iniziale
Ralph Nader nacque in Connecticut da una famiglia di origine libanese: i genitori Nathra e Rose erano infatti immigrati da Zahle, di religione cristiani ortodossi e madrelingua araba, idioma che Nader stesso è in grado di parlare, in aggiunta all'inglese, sin dall'infanzia. La sorella, Laura Nader, è una nota antropologa. Nathra Nader era impiegato in un'industria tessile, ma in seguito si mise a gestire in proprio un ristorante, con l'abitudine di coinvolgere i clienti in discussioni di politica.
Impegnato nei suoi studi, il giovane Ralph ottenne prima il baccellierato all'Università di Princeton (1955) e quindi la laurea alla scuola di diritto di Harvard (1958). Nel 1959 prestò servizio militare per sei mesi nell'esercito degli Stati Uniti, e, dopo il congedo esercitò la professione di avvocato a Hartford. Dal 1961 al 1963 fu professore di storia e istituzioni all'Università di Hartford. Nel 1964 si stabilì a Washington, dove fu collaboratore del sottosegretario al Dipartimento del Lavoro Daniel Patrick Moynihan.
In quegli anni lavorò come giornalista freelance per le testate The Nation e The Christian Science Monitor. Nader riferì anche a una sottocommissione del Senato sulla sicurezza stradale. Nei primi anni ottanta guidò un agguerrito gruppo di pressione in opposizione alla delibera della Food and Drug Administration che autorizzava la sperimentazione su larga scala degli impianti di lenti intraoculari. Nader ha prestato servizio come membro di facoltà del Washington College of Law dell'American University.

## Campagna per la sicurezza delle automobili
I primi articoli a sua firma in favore della sicurezza del consumatore apparvero nell'Harvard Law Record, una pubblicazione studentesca della Harvard Law School da lui frequentata, ma le prime critiche aperte all'industria automobilistica risalgono al 1959, con un articolo scritto per The Nation e intitolato The Safe Car You Can't Buy (La vettura sicura che non potete comprare). Nel 1965 Nader pubblicò il saggio Unsafe at Any Speed (Pericolosa a qualsiasi velocità), denunciando la mancanza di sicurezza di molte automobili statunitensi, a cominciare dalla Chevrolet Corvair fabbricata dalla General Motors. La Corvair era stata coinvolta in numerosi incidenti con testacoda e ribaltamenti, e contro la General Motors pendevano oltre cento cause civili in relazione a sinistri in cui la popolare compact era implicata. Questi processi fornirono a Nader la prima base di indagine sulla sicurezza della vettura.

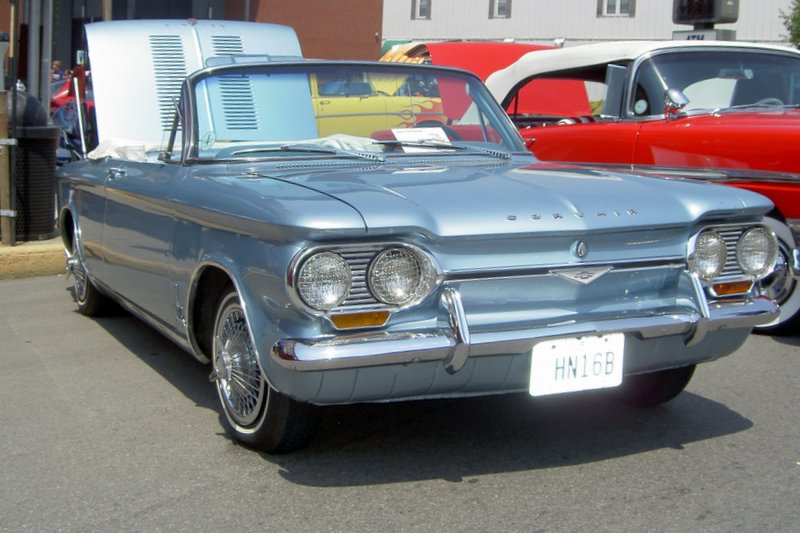
Una Corvair del 1962. Nader denunciò la pericolosità di questa vettura.

L'azienda reagì tentando di screditare Nader, assoldando investigatori privati incaricati di controllargli i telefoni e scavare nel suo passato, e ingaggiando prostitute allo scopo di farlo sorprendere in situazioni compromettenti. Ma nessuno scheletro emerse dall'armadio, e la General Motors non fu poi in grado di giustificare l'impiego di una tattica diffamatoria in luogo della difesa pubblica del proprio prodotto, alla quale aveva rinunciato pur godendo di notevole credito presso i mass media. Il senso di una tale rinuncia a difendersi in modo aperto sulla stampa specialistica è però chiaro, essendo ben noto ai progettisti di automobili come l'assale oscillante di sospensione delle prime Corvair (1960-1964) garantisse una misera tenuta di strada.
Apprese le mosse della General Motors, Nader citò vittoriosamente in giudizio la compagnia per violazione del diritto alla riservatezza: l'azienda fu quindi costretta a offrire pubbliche scuse e al patteggiamento di una somma di 284.000 dollari a titolo di risarcimento, in gran parte destinati da Nader a finanziare altre iniziative per i diritti dei consumatori. Sulla causa decise in ultima istanza la corte d'appello di New York, la cui pronuncia estese la disciplina dell'illecito civile fino a coprire anchr la fattispecie della "sorveglianza troppo zelante".
La battaglia di Nader per la sicurezza automobilistica e l'eco generata dalla pubblicazione di Unsafe at Any Speed, insieme alla preoccupazione per l'incremento degli incidenti mortali su scala nazionale, condussero nel 1966 all'approvazione unanime del National Traffic and Motor Vehicle Safety Act. La legge istituiva un apposito organismo, la National Highway Traffic Safety Administration (NHTSA), e segnava una rivoluzione nella disciplina della responsabilità per la sicurezza dei veicoli (che dal consumatore si trasferiva al produttore). La normativa impose alle automobili una serie di dispositivi di protezione, a cominciare dalle cinture di sicurezza e dai parabrezza rinforzati.
Nel 1972 un'inchiesta della commissione di sicurezza della NHTSA condotta dalla Texas A&M University concluse che la Corvair del 1960-1963 non aveva maggiori probabilità di causare la perdita del suo controllo rispetto alle altre vetture dell'epoca in situazioni estreme. A diversa conclusione giunse però John DeLorean in On a Clear Day You Can See General Motors (l'"autobiografia" della General Motors, pubblicata nel 1979 a nome dell'aspirante ghostwriter di DeLorean, J. Patrick Wright), sostenendo che le critiche di Nader erano fondate. Gli specifici difetti di progettazione della Corvair, che furono corretti nel secondo periodo della sua produzione (1965-1969), anche se a quel punto la reputazione della vettura era ormai definitivamente compromessa.

## Attivismo

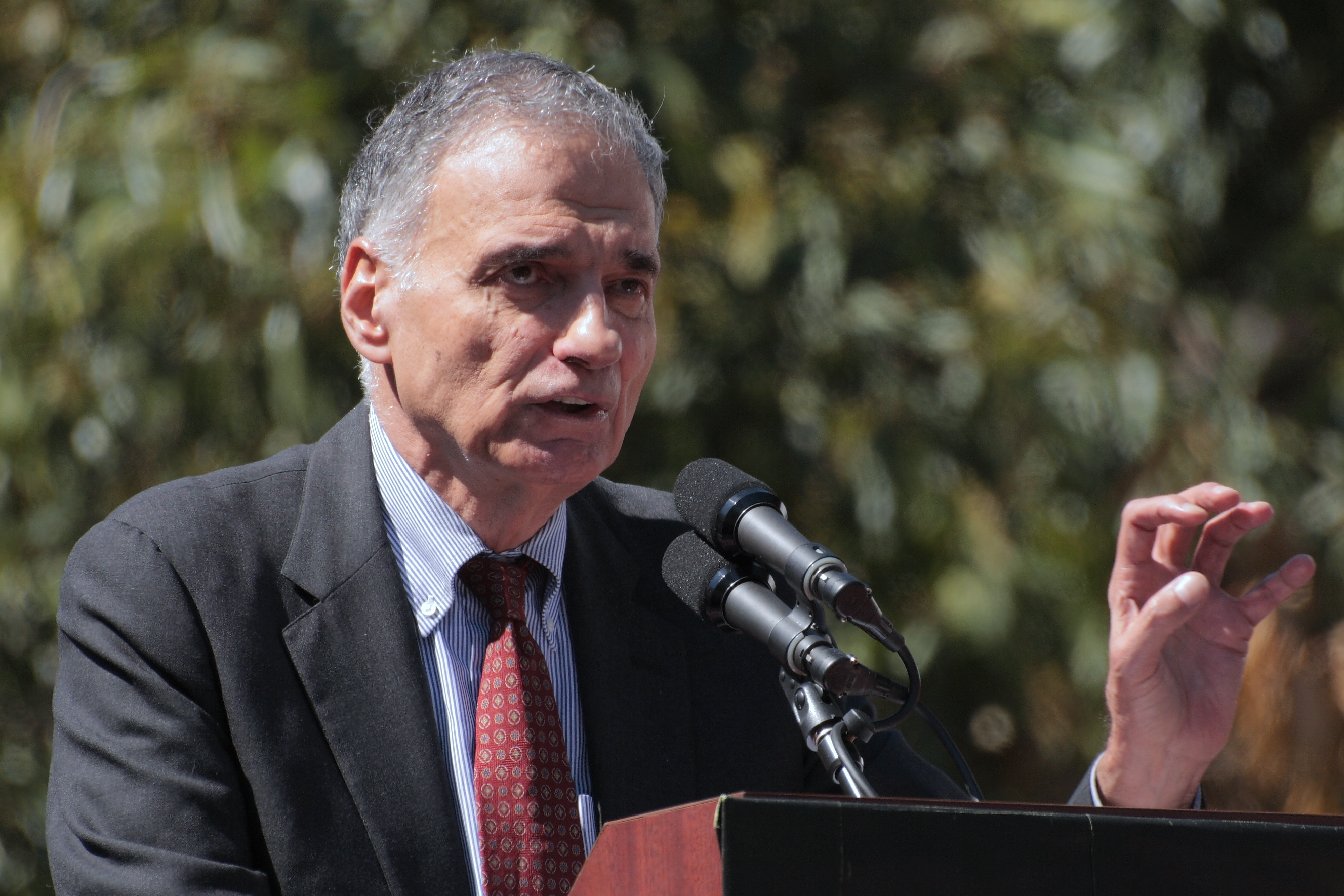
Nader tiene un comizio contro la guerra in Iraq nella manifestazione del 15 settembre 2007 a Washington.

Centinaia di giovani attivisti ispirati all'opera di Nader giunsero nel Distretto di Columbia per dargli man forte in altri progetti. Essi divennero noti con il nome di Nader's Raiders ("Incursori di Nader") e, al suo seguito, svolsero indagini sulla corruzione amministrativa, pubblicando le loro conclusione in dozzine di saggi, fra i quali:
- Nader's Raiders (sulla Federal Trade Commission)
- Vanishing Air (sulla National Air Pollution Control Administration)
- The Chemical Feast (sulla Food and Drug Administration)
- The Interstate Commerce Omission (sull'Interstate Commerce Commission)
- Old Age (sulle case di riposo per anziani)
- The Water Lords (sull'inquinamento delle acque)
- Who Runs Congress? (sul Congresso degli Stati Uniti)
- Whistle Blowing (sulla repressione dei portatori di denunce civili)
- The Big Boys (sulle dirigenze societarie)
- Collision Course (sulla Federal Aviation Administration)
- No Contest (sugli assistenti legali di società)
- Destroy the Forest (sulla minaccia agli ecosistemi nel mondo)
- Operation: Nuclear (sulla produzione di testate nucleari)

Nel 1971 Nader fondò l'organizzazione non governativa Public Citizen come organismo "ombrello" per i vari progetti. Essa conta oggi oltre 140.000 aderenti e indaga su questioni che investono il Congresso, la salute, l'ambiente, l'economia e altro. Ha scritto Nader: "A volte il consumatore va protetto dalla sua stessa imprudenza e vanità".
Negli anni settanta e ottanta Nader fu un leader chiave del movimento antinucleare. "Verso il 1976, il difensore dei consumatori Ralph Nader, in seguito alleato del movimento ambientalista, 'era il leader onorario dell'opposizione all'energia nucleare'". Sostiene la rinuncia completa all'energia nucleare in favore delle energie rinnovabili (solare, marina, eolica, geotermica), rafforzando le sue posizioni con l'appello a problemi di tutela dell'ambiente e del lavoro, manodopera immigrata, sicurezza nazionale, prevenzione dei disastri naturali, politica estera, responsabilità di governo e democrazia.

### Organizzazioni non profit
Nel 1980 Nader si dimise da responsabile di Public Citizen per lavorare ad altri progetti, ingaggiando una dura battaglia contro quelli che considerava i pericoli delle grandi compagnie multinazionali, e continuò a dar vita ad organizzazioni non profit:
|               | Citizen Advocacy Center                              | 1973       | Capitol Hill News Service                                  |
|               | Citizens Utility Boards                              | 1980       | Multinational Monitor                                      |
|               | Congress Accountability Project                      | 1982       | Trial Lawyers for Public Justice                           |
|               | Consumer Task Force for Automotive Issues            | 1982       | Essential Information                                      |
|               | Corporate Accountability Research Project            | 1983       | Telecommunications Research and Action Center              |
|               | Disability Rights Center                             | 1983       | National Coalition for Universities in the Public Interest |
|               | Equal Justice Foundation                             | 1988       | Taxpayer Assets Project                                    |
|               | Foundation for Taxpayers and Consumer Rights         | 1989       | Princeton Project 55                                       |
|               | Georgia Legal Watch                                  | 1993       | Appleseed Foundation                                       |
|               | National Citizens' Coalition for Nursing Home Reform | 1994       | Resource Consumption Alliance                              |
|               | Pension Right Center                                 | 1995       | Center for Insurance Research                              |
|               | PROD                                                 | 1995       | Consumer Project on Technology                             |
|               | Retired Professionals Action Group                   | 1997 circa | Government Purchasing Project                              |
|               | The Shafeek Nader Trust for the Community Interest   | 1998       | Center for Justice and Democracy                           |
| 1969          | Center for the Study of Responsive Law               | 1998       | Organization for Competitive Markets                       |
| anni settanta | Public Interest Research Groups                      | 1998       | American Antitrust Institute                               |
| 1970          | Center for Auto Safety                               | 1999 circa | Arizona Center for Law in the Public Interest              |
| 1970          | Connecticut Citizen Action Group                     | 1999 circa | Commercial Alert                                           |
| 1971          | Aviation Consumer Action Project                     | 2000       | Congressional Accountability Project                       |
| 1972          | Clean Water Action Project                           | 2001       | Citizen Works                                              |
| 1972          | Center for Women's Policy Studies                    | 2001       | Democracy Rising                                           |

## Campagne elettorali presidenziali

### Storia

#### 1972
La stampa fece per la prima volta il nome di Ralph Nader come potenziale candidato alla presidenza degli Stati Uniti nel 1971, quando gli fu offerta l'opportunità di correre alle elezioni per il New Party, un'ala progressista fuoriuscita dai democratici. Il suo principale sostenitore fu lo scrittore Gore Vidal, che caldeggiò una campagna presidenziale di Nader in un editoriale sulla rivista Esquire; e secondo un sondaggio molti cittadini lo consideravano un buon candidato. Nader però rifiutò l'offerta, e il New Party si alleò allora con il People's Party sostenendo Benjamin Spock. Nader ricevette inoltre un voto delegato per la carica di vicepresidente alla convention democratica dello stesso anno.

#### 1992
Nel 1990 Nader prese in considerazione il lancio di una terza forza politica vicina alle istanze dell'incremento del potere del cittadino e dei diritti dei consumatori. Propose questo terzo partito come una forza in grado di affrontare questioni come la riforma dei finanziamenti elettorali, i diritti dei lavoratori e dei portatori di denunce civili (whistle blowers), la creazione di organismi di controllo su banche e assicurazioni, e la riforma dell'azione legale collettiva. Nel 1992 Nader rimase un candidato ufficioso, fuori lista, alle primarie sia democratiche sia repubblicane del New Hampshire, ricevendo rispettivamente 3.054 (su 170.333) e 3.258 (su 177.970) voti. Fu invece candidato ufficialmente alle primarie democratiche del Massachusetts, nelle quali era inserito in testa alla scheda (in alcune zone compariva come indipendente).

#### 1996
La prima vera investitura di Nader come candidato alla presidenza degli Stati Uniti fu effettuata per la prima volta nel 1996 dalla lista dei Verdi. Egli non fu però designato dal Green Party USA, la principale organizzazione dell'epoca; la proposta venne invece da vari movimenti verdi statali (in alcuni stati comparve come indipendente). Tuttavia, molti attivisti del Green Party USA si attivarono per la sua campagna. Nader ottenne la nomination in 22 stati, raccogliendo 685.297 suffragi e lo 0,71% del voto popolare, ma l'iniziativa fruttò al partito significativi vantaggi in termini di organizzazione. Nader rifiutò di stanziare più di 5.000 dollari nella sua campagna elettorale, presumibilmente per evitare di raggiungere la soglia prevista per la presentazione di un rendiconto alla Federal Elections Commission; il comitato ufficioso del progetto Nader poteva permettersi di più (e così fece), ma fu legalmente impossibilitato a coordinarsi in qualche modo con Nader stesso.
Nader fu criticato da progressisti e sostenitori dei diritti degli omosessuali, per aver chiamato questa campagna "la politica delle gonadi" ed essersi dichiarato non propenso a occuparsi di tali questioni.
Nella tornata elettorale del 1996 Nader si associò più di un candidato alla vicepresidenza: Anne Goeke in nove stati, Deborah Howes in Oregon, Muriel Tillinghast nello Stato di New York, Krista Paradise in Colorado, Madelyn Hoffman nel New Jersey, Bill Boteler nel Distretto di Columbia e Winona LaDuke in California e Texas.

#### 2000

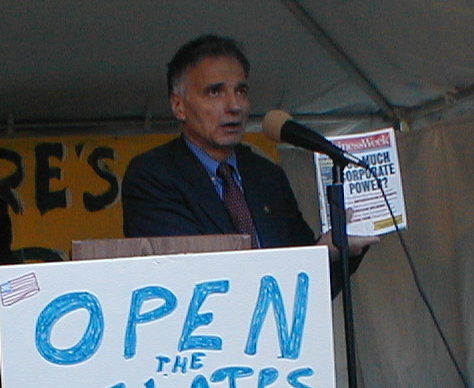
Nader in campagna elettorale nel 2000.

Nel documentario An Unreasonable Man (Un uomo irragionevole), del 2006, Nader racconta come, durante il secondo mandato di Clinton, si sentisse incapace di ottenere a Washington qualsiasi ascolto ai suoi gruppi di interesse: ciò anche da parte dell'amministrazione democratica in carica. Egli individua in questa una delle principali ragioni che lo spinsero a concorrere di nuovo alle presidenziali per il Green Party formato sulla scia della sua precedente corsa elettorale.
Nell'ottobre 2000, in occasione del maggior raduno della sua campagna, tenuto al Madison Square Garden di New York, 15.000 persone pagarono venti dollari a testa per ascoltarlo. Nader prese le distanze da entrambi i partiti maggiori, considerandoli istituzioni dominate da interessi societari e paragonando Gore e Bush a "Tweedledum e Tweedledee", i gemelli di Alice nel paese delle meraviglie. La campagna elettorale ottenne anche qualche appoggio sindacale autorevole, come quelli della California Nurses Association e della United Electrical Workers.
Alle elezioni Nader ottenne 2.883.105 voti, pari al 2,74% del voto popolare, fallendo così l'obiettivo del 5% necessario ad ammettere il Green Party al finanziamento pubblico a distribuzione federale per le elezioni successive, ma conquistando al partito l'accesso automatico alla competizione (ballot status) in molti nuovi stati.

#### 2004
Il 24 dicembre 2003 Nader annunciò che non avrebbe cercato la candidatura del Green Party per le presidenziali del 2004, ma non escluse di correre come indipendente. All'inizio della campagna elettorale ebbe un incontro molto atteso con il candidato democratico John Kerry. Nader descrisse tale incontro in An Unreasonable Man, affermando che Kerry intendeva lavorare per conquistare l'appoggio di Nader e della sua base elettorale; egli predispose allora oltre venti pagine di questioni che riteneva importanti e le "mise sul tavolo" di Kerry. Secondo Nader, tali questioni investivano una serie di argomenti che spaziavano dall'ambiente, al lavoro, alla sanità, alla riforma fiscale, ai reati societari, alla riforma dei finanziamenti elettorali, a svariate istanze di tutela dei consumatori.
Riferisce Nader di aver chiesto a Kerry di scegliere tre problemi qualsiasi e sottolinearli in campagna elettorale, con la promessa di astenersi dalla competizione se Kerry avesse provveduto in tal senso. Ma dopo molti giorni Kerry parve aver rinunciato ad adottare una qualsiasi di quelle istanze come punti fermi della sua campagna, e il 22 febbraio 2004 Nader annunciò alla NBC che avrebbe effettivamente concorso alla presidenza come indipendente, affermando: "Ci sono troppo potere e troppa ricchezza in troppo poche mani".
La campagna elettorale si fondò su una base programmatica coerente con le posizioni del Green Party sulle principali questioni, come l'opposizione alla guerra in Iraq. Lo spettro di un avvantaggiamento repubblicano, nel ricordo della sconfitta di misura del 2000, spinse molti democratici a premere per il ritiro del terzo incomodo. Il presidente del comitato nazionale democratico, Terry McAuliffe, dichiarò che Nader aveva una "rispettabile carriera in difesa delle famiglie lavoratrici" e che sarebbe stato odioso ricordarlo per aver procurato agli Stati Uniti "otto anni di George Bush". Dal canto suo Nader replicava, come documentato nel film intervista An Unreasonable Man: "votare per il candidato preferito è un diritto garantito costituzionalmente, e i democratici che mi chiedono di non correre stanno evidentemente attentando ai diritti costituzionali di elettori che sono invece, per legge, liberi di scegliere di votarmi".
Lo stesso McAuliffe e Howard Dean gli chiesero poi la restituzione del denaro con cui alcuni repubblicani notoriamente vicini a Bush (come il miliardario Richard Egan) avevano finanziato la sua campagna elettorale. Nader oppose un chiaro rifiuto e accusò i democratici di star tentando di diffamarlo. Il candidato vicepresidente, Peter Camejo, si disse invece d'accordo con la restituzione nel caso si fosse potuto dimostrare "l'intento dei facoltosi donatori repubblicani di sottrarre voti a Kerry". Secondo il San Francisco Chronicle, Nader difese l'accettazione dei contributi affermando che i ricchi "sono esseri umani anche loro".
Alle elezioni Nader ottenne 463.653 voti, pari allo 0,38% del voto popolare.

#### 2008

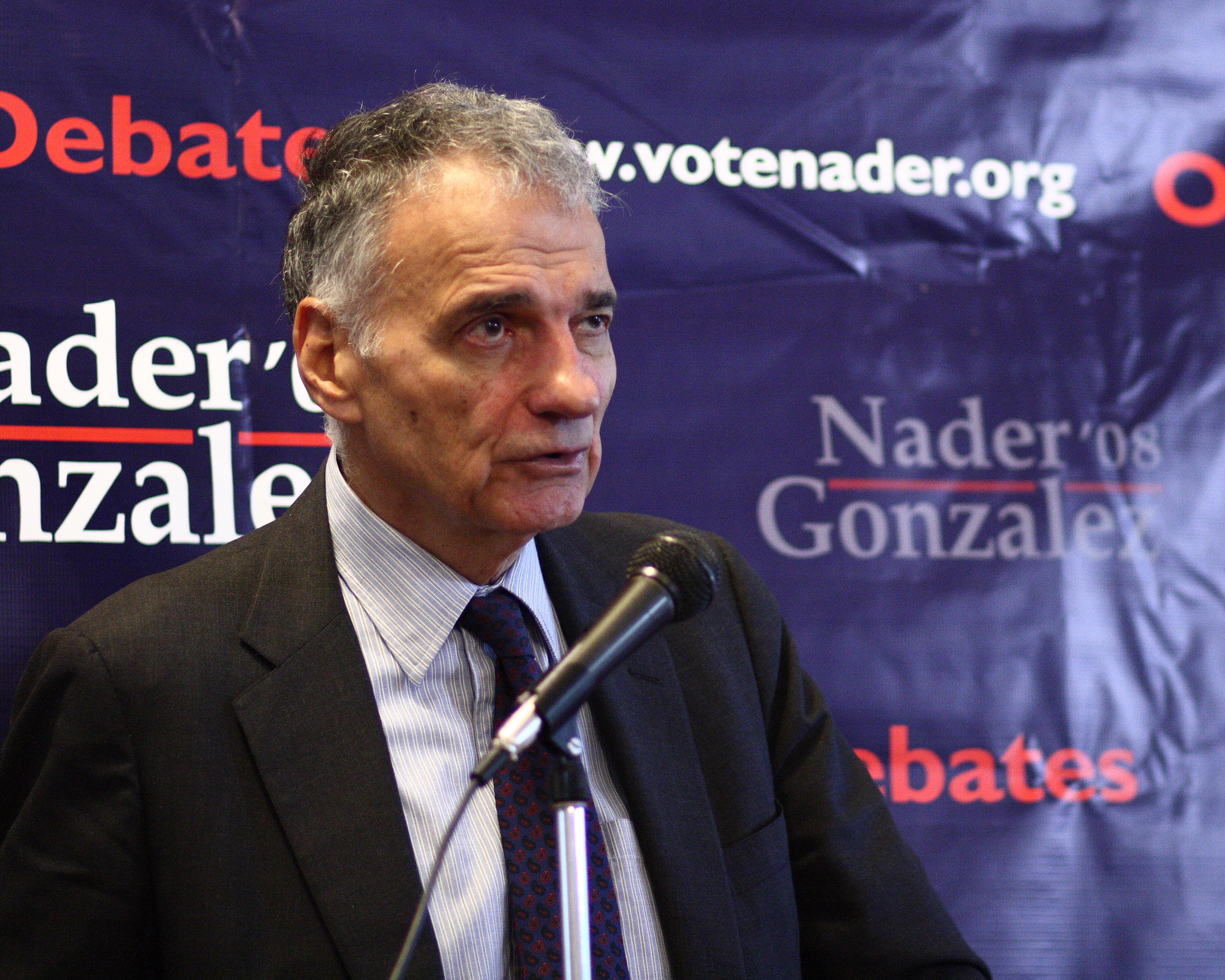
Nader in campagna elettorale nel 2008.

Nel febbraio 2007, Nader criticò l'avversaria democratica Hillary Clinton, definendola "accomodante e adulatrice". Intervistato dalla CNN sull'eventualità di una sua candidatura nel 2008, rispose in un primo momento: "È davvero troppo presto per dirlo". In un passaggio alla radio fu poi richiesto di descrivere l'ex First Lady e ribadì: "Adula, asseconda, va a ruota libera, capeggia in cerca dell'incoronazione... Non ha nessuna fermezza politica". Alcuni Verdi avviarono una campagna per la scelta di Nader come candidato del partito alle presidenziali del 2008.
Dopo aver riflettuto, il 24 febbraio 2008 Nader annunciò che avrebbe corso come indipendente. Il candidato alla vicepresidenza era Matt Gonzalez. Secondo la CBS alle elezioni Nader ottenne 698.798 voti, piazzandosi al terzo posto assoluto.

### Controversia sui voti del “terzo partito” alle elezioni del 2000
Nelle elezioni presidenziali del 2000, i voti ottenuti da Nader in New Hampshire e in Florida superarono abbondantemente la differenza tra Gore e Bush.
In Florida, Bush batté Gore per soli 537 voti. Nader ne ottenne 97.421, ciò che condusse all'accusa di responsabilità nella sconfitta di Gore. Il candidato indipendente, tanto nel saggio Crashing the Party quanto nel proprio sito, afferma: "Nel 2000 gli exit poll indicavano che il 25% dei miei elettori avrebbe altrimenti votato per Bush, il 38% per Gore, e i restanti non avrebbero votato affatto". Quando gli viene ricordata l'accusa di aver determinato la sconfitta di Gore, Nader rammenta costantemente la discussa sentenza della Corte Suprema che interruppe il riconteggio dei voti, la sconfitta di Gore nel suo stesso stato d'origine (il Tennessee), e il "quarto di milione di democratici che votarono per Bush in Florida". Uno studio del 2002, condotto da Progressive Review non trovò relazioni fra i voti per Nader e quelli per Gore (cioè l'incremento dei voti per Nader non corrispondeva al decremento dei voti per Gore). Un'analisi svolta dal professor Burden di Harvard nel 2005 mostrò invece che Nader aveva sì influito sulle possibilità di vittoria di Gore, ma "nonostante le rimostranze dei democratici Nader non aveva dolosamente tentato di inquinare le elezioni. Una siffatta strategia gli avrebbe imposto di concentrarsi sproporzionatamente sugli stati più in bilico e sulle piazze in cui avrebbe avuto la speranza di risultare decisivo. Non c'è alcun indizio che i suoi interventi fossero legati all'incertezza del risultato. Apparentemente inseguiva il mero supporto degli elettori, anche se solo nel tentativo di ottenere il 5% del voto popolare". Nel 2008, intervistato da Tim Russert per MSNBC sulla possibilità di ostacolare una vittoria democratica, Nader rispose: "Non ne esiste alcuna possibilità. Se i democratici non sbaragliano i repubblicani quest'anno, devono semplicemente dissolversi, chiudere bottega e riemergere in un'altra forma".
Il disegnatore Matt Groening ironizzò su questi avvenimenti e in una puntata della serie I Simpson fece comparire un Ralph Nader elogiato e ringraziato dai membri del Partito Repubblicano Statunitense per "l'ottimo lavoro" svolto nel 2000. Ma già precedentemente, nel suo romanzo Natura morta con picchio (Still Life with Woodpecker, 1980), Tom Robbins lo sceglie come simbolo dei "furori ambientalisti" che agitano la società "nell'ultimo quarto del secolo ventesimo", facendone l'uomo ideale e idolatrato dalla protagonista.

## Pubblicazioni
Nader ha scritto molti libri, per lo più autobiografici. Nessuno di essi però è stato mai tradotto in italiano ad eccezione della prefazione al libro di Lori Wallach e Michelle Sforza WTO - tutto quello che non vi hanno detto sul commercio globale, Saggi Universale economica Feltrinelli, 2003.
- Action for a Change (con Donald Ross, Brett English, e Joseph Highland)
- Canada Firsts
- Civic Arousal
- Collision Course (con Wesley Smith)
- Corporate Power in America (con Mark Green)
- Crashing the Party: Taking on the Corporate Government in an Age of Surrender
- Cutting Corporate Welfare
- In Pursuit of Justice
- Nader on Australia
- No Contest: Corporate Lawyers and Perversion of Justice in America (con Wesley Smith).
- Ralph Nader Congress Project
- Ralph Nader Presents: A Citizen's Guide to Lobbying
- Taming the Giant Corporation (con Mark Green e Joel Seligman)
- The Big Boys (con William Taylor)
- The Consumer and Corporate Accountability
- The Frugal Shopper (con Wesley Smith)
- The Good Fight: Declare Your Independence and Close the Democracy Gap
- The Lemon Book
- The Menace of Atomic Energy (con John Abbotts)
- The Ralph Nader Reader
- Unsafe at Any Speed
- Verdicts on Lawyers
- Whistle-Blowing (con Peter J. Petkas e Kate Blackwell)
- Who's Poisoning America (con Ronald Brownstein e John Richard)
- Winning the Insurance Game (con Wesley Smith e J. Robert Hunter)
- You and Your Pension (con Kate Blackwell)